# Пейзаж с радугой
«Пейзаж с радугой» — три картины фламандского живописца Питера Пауля Рубенса.
Известны три картины, на которых Рубенс изобразил сельский пейзаж с радугой на заднем плане. Картины были созданы в последние годы творчества мастера, после его освобождения от дипломатической службы у короля Филиппа IV. В 1635 году художник приобрёл замок в Стине, который был окружён парками и фермерскими угодьями. Этот пейзаж послужил источником вдохновения для многих его работ.

## Описание картин
Первая картина была создана между 1632 и 1635 годами и за три столетия несколько раз переходила из рук в руки. Первоначально она принадлежала герцогу Ришелье, затем курфюрст Баварии, сын императора Карла VII, подарил её графу Брюлю. В 1769 году, из коллекции графа, находившейся в Дрездене, она была приобретена для коллекции Эрмитажа.
Перед созданием картины Рубенс провел подготовительную работу, написав «Пастуха с флейтой» и пару влюблённых. Сцена пастушьей идиллии, видимая на переднем плане, была создана по образцу других работ мастера «Сад любви» (1632—1635, музей Прадо в Мадриде) и «Пикник в парке Стин» (1635—1640, ныне в Музее истории искусств, Вена). Главное сходство заключается в изображении фигур — пары влюбленных на картине из Эрмитажа и двух фигур, стоящих слева в «Саду любви». По мнению немецкого искусствоведа Эмиля Кизера, Рубенс мог ориентироваться на работы Тициана. Пейзаж похож на тициановский пейзаж, известный по гравюре Дени Лефевра 1642 года.
Помимо вышеуказанного сходства с венецианским стилем, Рубенс отказался от реализма ренессансного пейзажа: он сместил горы вправо, горизонт размыл поднимающимся туманом, а центральную часть залил солнечным светом. Объединив пейзаж и группу пастухов с радугой, он добился впечатления гармонии и равновесия, что отличало картину от более ранних работ, насыщенных динамичными пейзажами, например, от картины «Кучеры» 1620 года.
Между 1635 и 1640 годами Рубенс работал над другой версией картины, которая сегодня причисляется к произведениям мастерской Рубенса. Одноимённое произведение, находившееся в коллекции Людовика XIII, сегодня можно увидеть в музее Лувр в Париже. В 1931 году историк искусства Кизер всё ещё считал эту работу прототипом для картин с подобной тематикой. Только в 1945 году Глюк развеял сомнения и признал работу более поздней мастерской копией.

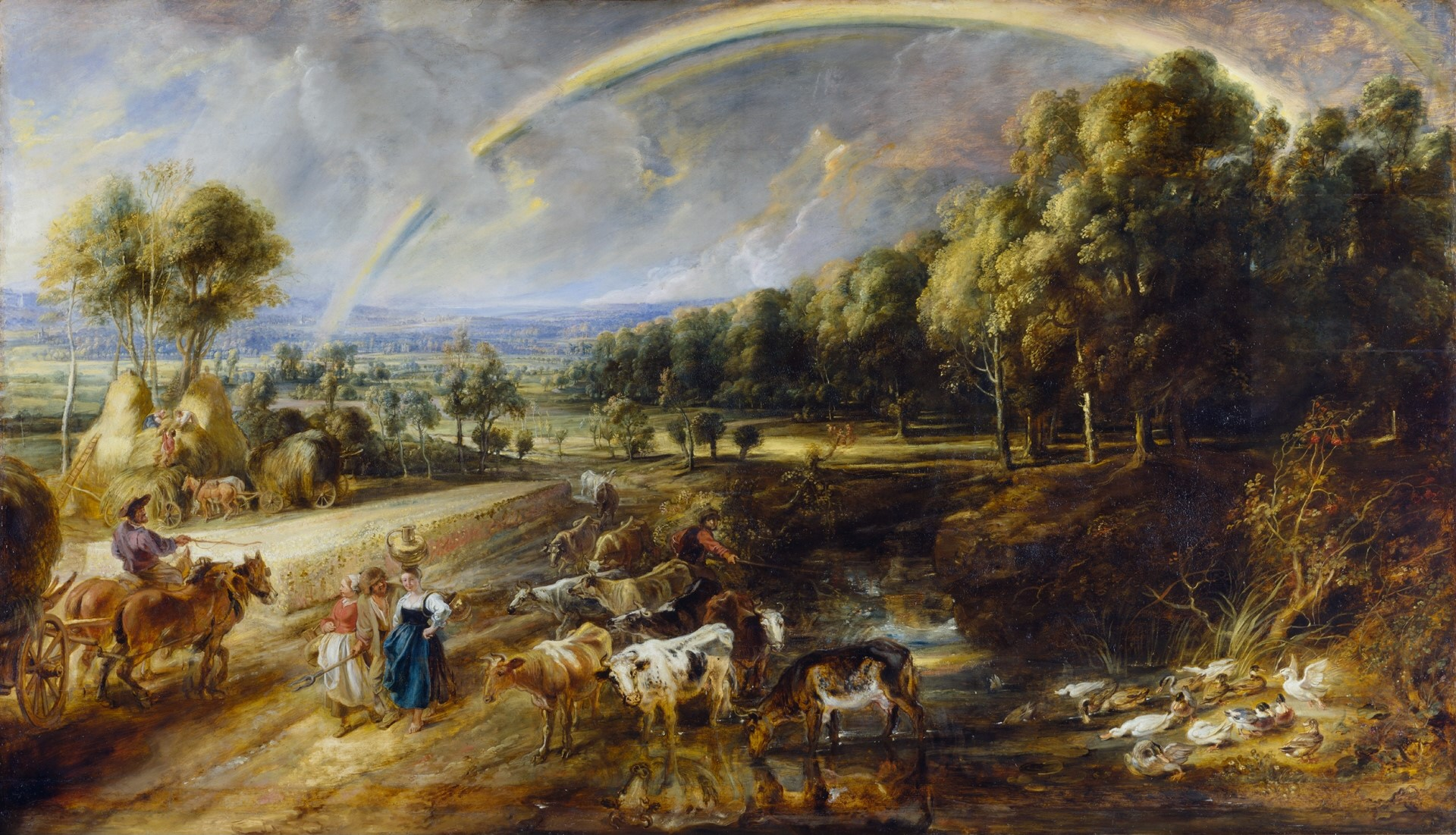
Пейзаж с Радугой, ок. 1636, Коллекция Уоллеса

В 1640 году Рубенс написал третью работу на аналогичную тему. Это одна из последних работ мастера, который умер в мае 1640 года. Здесь Рубенс органично совместил итальянский стиль с фламандской школой. В отличие от своих ранних работ, он поднял точку, с которой показана перспектива картины, что позволило изобразить более широкую линию горизонта. Картина несколько напоминает стиль его друга Яна Брейгеля Старшего. Фигуры, в основном женщина с кувшином на голове, в свою очередь, могут являться отсылкой к работам Карраччи и Доменикино с их фигурами нимф с кувшинами. Рубенс представляет идеализированный пейзаж. Идёт сенокос, на дороге пасут скот. На берегу ручья плещутся утки, а улыбающиеся доярки и работник фермы приветствуют человека на повозке с сеном. Длинные тени говорят о приближении вечера и скором завершении дневной работы. Ощущение умиротворённости и довольства усиливается появлением двойной радуги, которая проносится по небу, объединяя композицию. Сложность изображения этого мимолетного атмосферного явления представляла для художников большую техническую проблему. В данном случае оно, несомненно, имеет и глубокое духовное значение, вызывая чувство примирения, что было особенно актуально для Рубенса, который в своей дипломатической деятельности стремился принести мир в Нидерланды.